# David Fuster
David Fuster Torrijo (ur. 3 lutego 1982 w Olivie) – piłkarz hiszpański grający na pozycji ofensywnego pomocnika. 

## Kariera klubowa
Karierę piłkarską Fuster rozpoczął w klubie Oliva. W latach 2002–2004 grał w nim w Tercera División. W 2004 roku przeszedł do Villarrealu CF i grał w rezerwach tego klubu. W 2007 roku awansował z rezerwami Villarrealu do Segunda División B. W 2008 roku odszedł do Elche CF z Segunda División. W Elche zadebiutował 31 sierpnia 2008 w przegranym 0:1 domowym meczu z SD Eibar. W Elche występował przez jeden sezon.
W 2009 roku Fuster wrócił do Villarrealu. 13 września 2009 zadebiutował w Primera División w zremisowanym 1:1 domowym spotkaniu z RCD Mallorca. W zespole Villarrealu występował do końca sezonu 2009/2010.
Latem 2010 roku Fuster przeszedł za 1,5 miliona euro do Olympiakosu z Pireusu. Swój debiut w Olympiakosie zanotował 28 sierpnia 2010 w przegranym 1:2 wyjazdowym meczu z Iraklisem Saloniki. W sezonach 2010/2011 i 2011/2012 wywalczył z Olympiakosem dwa tytuły mistrza Grecji. W sezonie 2011/2012 zdobył też Puchar Grecji.
| Sezon   | Klub            | Kraj      | Rozgrywki          | Mecze | Bramki |
| ------- | --------------- | --------- | ------------------ | ----- | ------ |
| 2002/03 | UD Oliva        | Hiszpania | Tercera División   | ?     | ?      |
| 2003/04 | UD Oliva        | Hiszpania | Tercera División   | ?     | ?      |
| 2004/05 | Villarreal CF B | Hiszpania | Tercera División   | ?     | ?      |
| 2005/06 | Villarreal CF B | Hiszpania | Tercera División   | ?     | ?      |
| 2006/07 | Villarreal CF B | Hiszpania | Tercera División   | ?     | ?      |
| 2007/08 | Villarreal CF B | Hiszpania | Segunda División B | 33    | 10     |
| 2008/09 | Elche CF        | Hiszpania | Segunda División   | 36    | 13     |
| 2009/10 | Villarreal CF   | Hiszpania | Primera División   | 22    | 3      |
| 2010/11 | Olympiakos SFP  | Grecja    | Superleague        | 29    | 12     |
| 2011/12 | Olympiakos SFP  | Grecja    | Superleague        | 20    | 4      |
| 2012/13 | Olympiakos SFP  | Grecja    | Superleague        | 18    | 3      |
| 2013/14 | Olympiakos SFP  | Grecja    | Superleague        | 21    | 4      |
| 2014/15 | Olympiakos SFP  | Grecja    | Superleague        | 13    | 2      |
| 2015/16 | Olympiakos SFP  | Grecja    | Superleague        | 10    | 3      |
| 2016/17 | Getafe CF       | Hiszpania | Segunda División   | 19    | 0      |